# Rhizotrogus romanoi
Rhizotrogus romanoi (Sabatinelli, 1975) è un coleottero appartenente alla famiglia degli Scarabeidi (sottofamiglia Melolonthinae).

## Descrizione

### Adulto
R. romanoi si presenta come uno scarabeide di dimensioni medie, oscillando tra i 16 e i 18 mm di lunghezza. È caratterizzato da un corpo tozzo e robusto, dal colore variabile tra il marroncino e il marroncino scuro. I maschi possiedono antenne leggermente più sviluppate rispetto alle femmine.

### Larva
Le larve hanno l'aspetto di vermi bianchi dalla forma a "C". Presentano la testa e le tre paia di zampe sclerificate.

## Biologia
Gli adulti sono visibili con l'arrivo della primavera. Sono soliti volare nei faggeti.

## Distribuzione
R. romanoi è un endemismo della Sicilia. Finora è stato rinvenuto solo nella faggeta di Piano Battaglia.